# キングピン/ストライクへの道
『キングピン/ストライクへの道』（Kingpin）は、1996年のアメリカ合衆国のコメディ映画。ファレリー兄弟監督、ウディ・ハレルソン、ランディ・クエイド、ヴァネッサ・エンジェル、ビル・マーレイ出演。

## ストーリー
1979年、ボウリングに関して天性の才能を持っていたロイ・マンソンは、数々のアマチュア大会で優勝し続け、プロボウラーへの転向を決める。そしてプロ大会で、ライバルのベテランプロボウラー、アーニー・マクラケンを破り賞金1,500ドルを手に入れる。しかし大会終了後、誰かがロイの車のエンジンに砂糖を入れたため、賞金は車の修理代として消えてしまう。そこにアーニーが現れ、小遣い稼ぎとして賭けボウリングに誘われる。彼の口車に乗せられ、賭けボウリングに参加して金を得たロイだったが、アーニーは最初から彼を罠にはめるつもりだった。ロイがアーニーの車に砂糖があるのに気づいた直後、彼がプロボウラーであることを隠し賭けをしたことを知った男たちが捕まえにやってきた。アーニーはロイを置いて逃げ、ロイは男たちによってプロボウラーの命である片手を粉砕されてしまう。
それから17年後、ボウリングができなくなったロイは落ちぶれ困窮していた。そんなとき、ボウリング場でボウリングの素質がありそうな男を見つけ話しかける。彼の名はイシュマエルといい、田舎の農場に暮らすアーミッシュの純朴な青年だった。ロイは彼に、ボウリングのマネージャーになると申し入れるが、イシュマエルは大会などに興味がなかったため断る。あきらめきれないロイは変装して彼の農場に乗り込み、再度説得するがイシュマエルは受け入れない。ある日、農場が銀行に金が払えず差し押さえられるという話が出てくる。それを阻止するための資金集めとして、ロイはイシュマエルを誘い出すことに成功する。だがイシュマエルはまったくスコアが伸びず、見込み違いだと感じたロイは彼を帰そうとするが、「マンソンする」という落ちぶれて帰ってくることの意味があることわざができていることに唖然とする。それからロイは、皆を見返すためイシュマエルに一からボウリングを教え込むことを決意する。
ロイの連日に渡る猛訓練によりイシュマエルの技術が大きく向上し、これなら勝てると感じたロイは金を儲けるため、イシュマエルを賭博ボウリングへと誘う。自分が賭けなければいいと了承した彼を連れ、ロイは富豪スタンリー・オスマンスキーの家を訪れる。手持ちがないロイはオスマンスキーにばれないよう偽物の紙幣を賭け、見事イシュマエルがゲームに勝利する。だが直後に偽札を賭けたことがオスマンスキーに知られ、イシュマエルは腕を切断されそうになる。そのときオスマンスキーの愛人であるクラウディアが彼に暴力を振られた腹いせに妨害し、2人を連れて逃走する。ロイはクラウディアと話し合い、しばらくの間彼女を仲間に入れることを渋々了承する。その後3人は各地のボウリング場を回り、クラウディアのお色気作戦などで着々と金を手に入れていく。

## キャスト
| 役名                               | 俳優                           | 日本語吹替 |
| ---------------------------------- | ------------------------------ | ---------- |
| ロイ・マンソン                     | ウディ・ハレルソン             | 大塚芳忠   |
| イシュマエル                       | ランディ・クエイド             | 山寺宏一   |
| クラウディア                       | ヴァネッサ・エンジェル         | 勝生真沙子 |
| アーニー・マクラケン               | ビル・マーレイ                 | 江原正士   |
| スタンリー・オスマンスキー         | ロブ・モラン                   | 金尾哲夫   |
| ギャンブラー                       | クリス・エリオット             | 堀川仁     |
| イシュマエルの父親                 | ウィリアム・ジョーダン         | 松岡文雄   |
| イシュマエルの母親                 | プルーデンス・ライト・ホームズ | 寺内よりえ |
| スティフィーズのオーナー           | リチャード・タイソン           |            |
| 女家主                             | リン・シェイ                   | 鈴木れい子 |
| トーマス                           | ゼン・ゲスナー                 | 堀川仁     |
| カルバート・マンソン               | ダニエル・グリーン             | 仲野裕     |
| 吃音症の男                         | デヴィッド・シャッケルフォード | 山野井仁   |
| 神父                               | ハンク・ブラント               | 千田光男   |
| ランキャスターボウルのマネージャー | グーギー・グレス               | 島香裕     |
| レベッカ                           | ミシェル・マシスン             | 日髙のり子 |
| ドッグ・ボーイ                     | ジャッキー・フリン             | 内田直哉   |
| スキドマーク                       | ロジャー・クレメンス           | 松本大     |
| スポーツキャスター                 | クリス・シェンケル(本人役)     | 千田光男   |
| スポーツキャスター                 | ジョン・デニス(本人役)         | 仲野裕     |
| スポーツ番組アナウンサー           | クリス・バーマン(本人役)       | 石波義人   |
| そのほか                           |                                | 星野千寿子 |

- 日本語吹替：VHS版（DVD未収録）

## スタッフ
- 監督：ボビー・ファレリー、ピーター・ファレリー
- 脚本：バリー・ファナロ（英語版）、モート・ネイサン（英語版）
- 製作：ブラッド・クレヴォイ（英語版）、スティーヴ・スタブラー（英語版）、ブラッドリー・トーマス
- 製作総指揮：キース・サンプルズ（英語版）
- 撮影監督：マーク・アーウィン
- プロダクションデザイナー：シドニー・J・バーソロミュー・Jr
- 編集：クリストファー・グリーンバリー（英語版）
- 衣裳デザイン：メアリー・ゾフレス
- 音楽：フリーディ・ジョンストン（英語版）
- キャスティング：リック・モンゴメリー、ダン・パラダ
- 日本語字幕：大篠成昭
- 吹替翻訳：松井まり
- 吹替演出：高桑一
- 吹替製作：ケイエスエス

## 備考
クライマックスにアーニー・マクラケンが、3連続ストライクを達成するシーンは編集を行っておらず、実際にビル・マーレイは3連続ストライクを決めている。